# Ferran Castillo
Ferran Castillo (Barcelona ? segle xv), fou un músic o tractadista musical català del segle xv. El que es coneix de la seva vida és només el que es desprèn de les dades proporcionades per Juan Corminas en la seva obra sobre escriptors catalans. L'any 1497 era ciutadà de Barcelona i tenia el sobrenom de lo Rahoner.

## Obres
- Sequitur ars pulsando musicalia instrumenta edita a magistro Ferdinando Castillo communiter dicto lo Rahoner, ispano nunc uiuo et ciui pulcherrimae ciuitatis Barchinonae anno 1497, qui magister Ferdinandus possuit istam suam artem in uulgari, quod non ubique est idem, et quia latinum est communis idioma, ego pono in latino.